# Koenikea haldemani
Koenikea haldemani är en kvalsterart som beskrevs av Viets 1930. Koenikea haldemani ingår i släktet Koenikea och familjen Unionicolidae. Inga underarter finns listade i Catalogue of Life.